# Druidstone: The Secret of the Menhir Forest
Druidstone: The Secret of the Menhir Forest est un jeu vidéo de rôle et de stratégie au tour par tour développé par Ctrl Alt Ninja et sorti le 15 mai 2019 sur Windows,.